# Ratnapura
Ratnapura (in tamil: இரத்தினபுரி, in singalese: රත්නපුර) è una città cingalese situata nell'entroterra sud dello Sri Lanka di circa 52.000 abitanti ed è il capoluogo dell'omonimo distretto. È nota come città delle gemme.

## Economia

### Commercio delle gemme
L'economia locale è fortemente incentrata sul commercio delle gemme, in particolare zaffiri e rubini di cui il suolo è ricco; l'appellativo di città delle gemme dipende proprio da questo commercio.
La maggior parte degli uomini d'affari del settore operano a Ratnapura. Ci sono anche numeri considerevoli di commercianti di gemma stranieri in città. Fra i commercianti stranieri, i tailandesi sono la maggioranza. Ogni giorno, un grande numero di commercianti provenienti dai sobborghi e dalle altre città si raggruppa in centro per vendere o comprare gemme.

### Agricoltura
Anche il settore agricolo della città è sviluppato bene. Le grandi piantagioni di tè e gomma circondano la città. Anche la coltivazione del riso un tempo era molto sviluppata ma affronta al momento un futuro incerto perché molti coltivatori la stanno abbandonando per dar spazio alla ricerca delle gemme.